# Britholite-(Y)
La britholite-(Y) è un minerale appartenente al gruppo della britholite.